# Olivetti BCS 2025
L'Olivetti BCS 2025 è stato un business computer dell'Olivetti venduto dal 1980.

## Descrizione
Il sistema è pensato come continuo dei dispositivi audit dell'azienda eporediese ed è specializzato nell'uso di applicazioni gestionali per la piccola e media impresa. Programmabile in BASIC o BAL orientato al business, poteva essere collegato a stampanti e lettori di floppy. Una stampante, a elettromagneti, era integrata. 